# Normirowschtschik
Der Beruf des Normirowschtschik (russisch Нормировщик, Normierer) war als Folge der Umstellung der sowjetischen Arbeitswelt auf die Prinzipien des Stachanow-Systems ab Mitte der 1930er Jahre eingeführt worden. Geleistete und vergleichbare körperliche Arbeiten sollten überall in der Sowjetunion nach denselben Maßstäben gewertet und entlohnt werden (Grundsatz der absoluten Gleichbehandlung). Zu diesem Zweck wurden für messbare Arbeiten, unter Berücksichtigung von Besonderheiten und Schwierigkeitsgraden, Normen geschaffen und verbindlich durch den Staat amtlich festgeschrieben und veröffentlicht. Zugleich wurde das Leistungssoll – die 100 Prozent – und die Entlohnung festgesetzt.
Für jedes Handwerk gab es solche Normbücher – vom Abtransport von Trümmern auf der Trage oder mit der Schubkarre über x-Meter, vom Mörtelmischen von Hand oder mit der Maschine unter Berücksichtigung ihrer Kapazität bis zum Fertigung des kompliziertesten Metallwerkstücks.
Aufgabe des Normirowschtschik war es, anhand des Arbeitsauftrages – Narjad; kyrillisch: наряд – der Arbeit die zutreffende Bewertung nach den amtlichen Vorgaben zuzumessen und damit Leistungssoll und Arbeitslohn bei Normerfüllung festzulegen. Die Entlohnung bemaß sich nach der prozentualen Normerfüllung.
Die Norm sollte möglichst vor Arbeitsbeginn dem Werktätigen bekanntgegeben sein, damit er sich auf die Normerfüllung einrichten konnte.
Nach diesem Prinzip wurden auch die  Kriegsgefangenen eingesetzt und entlohnt; vom Lohn jedoch zunächst die von der Verwaltung festgesetzte Kostenpauschale für Unterbringung und Bewachung, Verpflegung, Bekleidung und sonstigen Unterhalt Notwendiges abgezogen. Etwa ab der Jahreswende 1946/47 wurden an Arbeitsstätten der Kriegsgefangenen auch Kriegsgefangene mit den Aufgaben eines Normirowschtschik betraut.